# Велика илустрована енциклопедија Човек
Велика илустрована енциклопедија о човеку коју је издала „Младинска књига“ на српском језику издата је 2007. године у Београду. Енциклопедију је написао професор студија плодности на факултету , Лондон, Велика Британија — Роберт Винстон, а са енглеског језика ју је превела Др. Јелисавета Орић. Књига говори о томе шта значи бити човек. Енциклопедија „Човек“ подељена је на седам главних поглавља. Прво поглавље обрађује еволуцију човека и историју. Остала поглавља су Тело и Ум, Животни циклус, прича о људском животу од рођења до смрти, Друштво, Култура, које укључује веру и језик, и Народе света. Енциклопедија је описала преко 250 народа широм света.